# Ley de propiedad horizontal
La ley de propiedad horizontal o Ley 13.512 es una legislación argentina que regulaba la propiedad de departamentos o pisos de un edificio. Fue reglamentada por el Decreto N.º 18734/49.
Desde 2015 la propiedad horizontal es regulada por el nuevo Código Civil y Comercial de la Nación.

## Contenido de la ley
Los principales puntos que establece son:
- Los distintos departamentos de un edificio podrán pertenecer a propietarios distintos
- Se consideran comunes a todos los departamentos: los cimientos, las paredes, techos, patios y vestíbulos comunes, escaleras, instalaciones de servicios centrales, ascensores, montacargas y en general todos los artefactos o instalaciones existentes para servicios de beneficio común.
- Cada propietario podrá usar de los bienes comunes
- Cada propietario puede, sin necesidad de consentimiento de los demás, vender su departamento
- Cada propietario atenderá los gastos de conservación y reparación de su propio departamento
- Queda prohibido destinar los departamentos a usos contrarios a la moral o buenas costumbres y perturbar con ruidos o de cualquier otra manera la tranquilidad de los vecinos

Las principales modificaciones introducidas en el Código de 2015 fueron:
- Incorporación del Consejo de Propietarios
- Posibilidad de incorporar votos de los ausentes a las Asambleas
- Los temas a tratarse en las Asambleas se decidirán por mayoría absoluta

## Organizaciones
- Fundación Liga del Consorcista de la Propiedad Horizontal: ONG fundada en 1996 que trabaja en mejorar la legislación sobre el tema y asesorar a consorcistas y administradores

- Cámara Argentina de la Propiedad Horizontal y Actividades Inmobiliarias: fundada en 1951, representa a los administradores